# لیونل پوتیلون
لیونل پوتیلون (انگلیسی: Lionel Potillon؛ زادهٔ ۱۰ فوریهٔ ۱۹۷۴) بازیکن فوتبال اهل فرانسه است.
از باشگاه‌هایی که در آن بازی کرده‌است می‌توان به باشگاه فوتبال سن-اتین، باشگاه فوتبال رئال سوسیداد، باشگاه فوتبال سوشو، و باشگاه فوتبال پاری سن ژرمن اشاره کرد.